# White Light / Violet Sauce
Singles de Namie Amuro
Want Me, Want Me
(2005) Can't Sleep, Can't Eat, I'm Sick / Ningyo
(2006)
White Light / Violet Sauce est le 28e single régulier de Namie Amuro sorti sur le label Avex Trax, ou le 30e sous son seul nom en comptant les deux sur Toshiba-EMI.
C'est un single "double-face A".
Il sort le 16 novembre 2005 au Japon, et atteint la 7e place du classement de l'Oricon. Il reste classé pendant 10 semaines, pour un total de 72 652 exemplaires vendus.
White Light, une ballade, sert de thème musical pour une campagne publicitaire pour la marque  Dwango Iromelo Mix . Violet Sauce sert de thème musical japonais au film Sin City, et le réalisateur du film Robert Rodriguez y prononce une phrase, "Welcome to Sin City". Violet Sauce figurera sur l'album Play, mais pas White Light.

## Liste des titres
| 1. | White Light                  | 5:19 |
| 2. | Violet Sauce                 | 4:05 |
| 3. | Violet Sauce (Anotha Recipe) | 3:28 |
| 4. | White Light (Instrumental)   | 5:19 |
| 5. | Violet Sauce (Instrumental)  | 4:05 |